# Mick Gordon
Michael John „Mick“ Gordon (* 9. Juli 1985 in Mackay, Queensland) ist ein australischer Komponist und Sound Designer, der sich auf Kompositionen für Videospiele spezialisiert hat. Bekannt wurde er durch Soundtracks für Spiele von Bethesda Softworks.

## Leben
Gordon stammt aus Mackay in Australien. Seine Karriere begann 2006 als Sound Designer bei den Pandemic Studios. 2007 komponierte er die Musik für das Videospiel Nicktoons: Attack of the Toybots. Zwischen 2009 und 2011 steuerte er mehrere Stücke für die Soundtracks der Need-for-Speed-Spieleserie des Herstellers Electronic Arts bei. Seit 2014 arbeitet Gordon regelmäßig für den US-amerikanischen Publisher Bethesda Softworks und komponierte die Musik zu Wolfenstein: The New Order, Wolfenstein: The Old Blood, Doom und Prey. Der Soundtrack von Doom (2016) wurde mit dem DICE Award der Academy of Interactive Arts & Sciences sowie dem SXSW Gaming Award ausgezeichnet und gewann bei den Game Awards, zudem war die Musik für den British Academy Video Games Award und Game Developers Choice Awards nominiert. Gordon komponierte auch den Soundtrack für den Nachfolger Doom Eternal. Da ihm jedoch die Abmischung der Tonspuren vorenthalten wurde, kündigte er im April 2020 die Zusammenarbeit mit Entwicklerstudio id Software auf.
Die Soundtracks von Mick Gordon umspannen verschiedene Genres wie elektronische Musik, Metal und Industrial. Der Komponist experimentiert mit der Aufnahmetechnik und nutzt sowohl moderne digitale Technologie als auch altes analoges Equipment und Instrumente. Gordon lebt in Melbourne.

## Soundtracks und Stücke für Spiele
- 2007: Nicktoons: Attack of the Toybots
- 2008: El Tigre: The Adventures of Manny Rivera
- 2009: Need for Speed: Shift (mit Mark Morgan)
- 2009: Marvel Super Hero Squad
- 2010: The Last Airbender
- 2010: Need for Speed: World
- 2010: Marvel Super Hero Squad: The Infinity Gauntlet
- 2011: Shift 2: Unleashed (mit Heavy Melody Music, Ramin Djawadi, Troels Folmann, Stephen Baysted, Mike Reagan)
- 2011: Marvel Super Hero Squad: Comic Combat
- 2011: Need for Speed: The Run
- 2013: ShootMania Storm
- 2013–2014: Killer Instinct
- 2014: Wolfenstein: The New Order (Zusätzliche Kompositionen von Frederik Thordendal)
- 2015: Wolfenstein: The Old Blood
- 2016: Doom
- 2017: Prey
- 2017: LawBreakers (mit Jaroslav Beck, Dieselboy, Mark The Beast, Malcolm Kirby Jr.)
- 2017: Wolfenstein II: The New Colossus (Zusätzliche Kompositionen von Martin Stig Andersen)
- 2019: Borderlands 3 (Additional Music Support)
- 2020: Beautiful Desolation
- 2020: Doom Eternal
- 2023: Atomic Heart

## Soundtracks für Filme
- 2007: Postal[4]